# Willie Nile
Willie Nile, pseudonimo di Robert Anthony Noonan (Buffalo, 7 giugno 1948), è un cantante, compositore e chitarrista statunitense.

## Biografia
Nel 1980 Willie Nile pubblica l'omonimo album di debutto, definito dal critico musicale Dave Okamoto "uno dei più eccitanti album folk-rock dell'era post-Byrds".
Dopo il secondo album Golden Down la sua carriera si interrompe per circa un decennio, a causa di problemi legali con la sua casa discografica.
Nel 1991 Willie Nile torna a incidere dischi e a suonare dal vivo, diventando un rispettato cantautore e performer.

## Discografia (parziale)

### Album in studio
- 1980 - Willie Nile
- 1981 - Golden Down
- 1991 - Places I Have Never Been
- 1999 - Beautiful Wreck of the World
- 2006 - Streets of New York
- 2009 - House of a Thousand Guitars
- 2010 - The Innocent Ones
- 2013 - American Ride
- 2014 - If I Was a River
- 2016 - World War Willie
- 2017 - Positively Bob - Willie Nile Sings Bob Dylan
- 2018 - Children of Paradise
- 2020 - New York At Night
- 2021 - The Day The Earth Stood Still

### Album dal vivo
- 1997 - Live in Central Park - Archive Alive!
- 2007 - Live at Turning Point
- 2008 - Live From the Streets of New York
- 2011 - Live Hard Times in the UK
- 2015 - The Bottom Line Archive Live (1980 and 2000)